# Resolució 1346 del Consell de Seguretat de les Nacions Unides
La Resolució 1346 del Consell de Seguretat de les Nacions Unides fou adoptada per unanimitat el 30 de març de 2001. Després de recordar les resolucions anteriors sobre la situació a Sierra Leone, el Consell va ampliar el mandat de la Missió de les Nacions Unides a Sierra Leone (UNAMSIL) durant sis mesos més i va augmentar la mida del seu component militar.
El Consell de Seguretat va expressar la seva preocupació per la fràgil situació de seguretat a Sierra Leone i els països veïns, en particular els combats a les zones frontereres de Sierra Leone, Guinea i Libèria i les conseqüències sobre la població civil. Reconeixia la importància de l'extensió de l'autoritat estatal, el respecte dels drets humans, el diàleg polític i la celebració d'eleccions lliures i justes.
El mandato de la UNAMSIL es va ampliar i la seva mida es va incrementar fins a un personal militar de fins a 17.500 inclosos 260 observadors militars, convertint-se en la major operació de manteniment de les Nacions Unides en aquell moment. Va ser ben rebuda l'assistència prestada pels països que aporten contingents a la UNAMSIL i hi va haver un concepte revisat d'operacions per a la UNAMSIL. Hi havia preocupació per les violacions dels drets humans pel Front Revolucionari Unit (FRU) i la manca d'aplicació de l'Acord d'alto el foc d'Abuja. Es va demanar a UNAMSIL que ajudés al retorn de refugiats i desplaçats interns.
Es va instar a les parts de Sierra Leone a intensificar els esforços per implementar l'Acord d'alto el Foc d'Abuja i reprendre el procés de pau. El Consell va donar suport als esforços realitzats per la Comunitat Econòmica dels Estats de l'Àfrica Occidental (ECOWAS) per resoldre la crisi a la regió de Mano River Union i va subratllar que el desenvolupament i l'extensió de les capacitats administratives de Sierra Leone eren fonamentals per a la pau i el desenvolupament sostenibles. Es va instar al Govern de Sierra Leone a treballar conjuntament amb el Secretari General Kofi Annan, l'Alt Comissionat de les Nacions Unides per als Drets Humans i altres per establir una Comissió de la Veritat i la Reconciliació i un Tribunal Especial tal com es preveu en Resolució 1315 (2000).
Finalment, la resolució va donar la benvinguda a la intenció del Secretari General de mantenir informats al Consell sobre tots els aspectes de la situació a Sierra Leone i formular recomanacions addicionals sobre el futur de la UNAMSIL i els preparatius per a unes eleccions a Sierra Leone lliures i justes.